# Мари, Дидье
Дидье Мари — французский политик, сенатор, бывший президент Генерального совета департамента Приморская Сена, член Социалистической партии Франции.

## Биография
Родился 19 мая 1960 года в городе Ле-Пети-Кевийи (департамент Приморская Сена). Увлекшись троцкистскими идеями, в молодости был членом Революционной коммунистической лиги. В 1986 году перешел в Социалистическую партию. В 1989 году был избран в совет города Эльбёф, с 1997 по 2004 годы был мэром этого города.
На выборах в Национальное собрание Франции в 1997 году Дидье Мари стал заместителем кандидата социалистов по 4-му избирательному округу департамента Приморская Сена, бывшего премьер-министра Франции Лорана Фабиуса. В апреле 2000 года, после назначения Фабиуса на пост министра экономики и финансов, занял его место в Национальном собрании.
В 2004 году Дидье Мари был избран в Генеральный совет департамента Приморская Сена от кантона Кодбек-лез-Эльбёф, а в 2008 году — от кантона Эльбёф. В апреле 2004 годы был избран президентом Генерального совета.
1 января 2014 года, после отставки сенатора Марка Масьона, Дидье Мари занял его место в Сенате Франции, в том же месяце ушел в отставку с поста президента Генерального совета департамента Приморская Сена. На выборах в Сенат в сентябре 2014 года возглавил список левых и был переизбран. В 2015 году был избран в новый орган — Совет департамента Приморская Сена от кантона Эльбёф.

## Занимаемые выборные должности
1989—1997 — член совета города Эльбёф 

1997—2004 — мэр города Эльбёф 

28.04.2000 — 18.06.2002 — депутат Национального собрания Франции от 4-го избирательного округа департамента Приморская Сена 

01.04.2004 — 22.01.2014 — президент Генерального совета департамента Приморская Сена 

с 01.01.2014 — сенатор от департамента Приморская Сена 

с 30.03.2015 — член Совета департамента Приморская Сена от кантона Эльбёф